# Balázs Tóth
Balázs Tóth (ur. 24 września 1981 w Ózd) – węgierski piłkarz występujący na pozycji defensywnego pomocnika.

## Kariera klubowa
Balázs Tóth jest wychowankiem klubu Ózdi FC. W 2000 trafił do Videotonu Székesfehérvár, a w 2004 nazwa tego klubu została zmieniona na FC Fehérvár. Tóth spędził w węgierskiej drużynie prawie pięć sezonów, w trakcie których nie odnosił żadnych sukcesów. Rozegrał 115 ligowych pojedynków i strzelił w nich 16 bramek.
Podczas sezonu 2004/2005 Węgier przeprowadził się do Turcji, gdzie został zawodnikiem Malatyasporu. W nowym zespole od razu wywalczył sobie miejsce w podstawowym składzie. W rozgrywkach pierwszej ligi zadebiutował 29 stycznia 2005 w przegranym 0:1 spotkaniu z Beşiktaşem JK. 5 maja 2006 Tóth strzelił bramkę w zremisowanym 1:1 pojedynku przeciwko Galatasaray SK. W 2006 został wypożyczony do Erciyessporu i w sezonie 2006/2007 rozegrał dla niego 11 meczów.
Latem 2007 Tóth podpisał trzyletni kontrakt z belgijskim Genkiem. W Eerste Klasse zadebiutował 4 sierpnia w zwycięskim 3:1 meczu z Cercle Brugge. Sezon 2007/2008 Genk zakończył na dziesiątym miejscu w ligowej tabeli, a Tóth w 23 występach strzelił 3 gole. W kolejnych rozgrywkach zawodnik rozegrał 28 meczów, w tym 27 w podstawowym składzie. Zdobył w nich 5 bramek – w pojedynkach przeciwko Dender, KAA Gent, Cercle, Mons oraz Tubize.
Latem 2010 Węgra wypożyczono do holenderskiego Venlo. W 2011 roku wrócił do Videotonu, a w sezonie 2014/2015 był wypożyczony do Puskás Akadémia FC.

## Kariera reprezentacyjna
W reprezentacji Węgier Tóth zadebiutował 19 lutego 2004 w wygranym 2:1 meczu z Łotwą. Razem z drużyną narodową brał między innymi udział w eliminacjach do Euro 2008, na których Węgry zajęły przedostatnie miejsce w swojej grupie. Obecnie jest członkiem reprezentacji uczestniczącej w eliminacjach do Mistrzostw Świata 2010.